# Fric-frac rue Latour
Pour plus de détails, voir Fiche technique et Distribution.
Fric-frac rue Latour (Bankraub in der Rue Latour) est une comédie policière allemande réalisée par Curd Jürgens et sortie en 1961.

## Synopsis
Dans un sauna, Cliff MacHardy se souvient d'une aventure qu'il a eu à Paris.
Ce dernier est un homme de la vieille école, mais de nos jours, cette façon de faire n'est plus très respectée. Cliff décide donc de se tourner vers l'escroquerie de haut niveau. Mais comme il ne connaît rien à ce métier, il entre en contact avec deux escrocs expérimentés, Alex et Manchette, qui peuvent l'aider. Mais il faut d'abord trouver un bon plan. Les trois aspirants bandits tentent d'abord un simple numéro de déguisement et veulent soulager un caissier dans une banque, masqués comme des popes. Mais ils ne parviennent pas à accomplir leur forfait sérieusement. Lorsqu'une jeune fille reconnaît Cliff, il se défile par un tour de passe-passe et les trois acteurs/escrocs battent en retraite. En sortant de la banque, ils tombent sur une équipe de tournage qui est en train de réaliser un documentaire. Un membre de l'équipe demande s'il est possible de filmer les trois hommes d'église pour le film.
Cela donne à Cliff une idée lumineuse : il faudrait combiner un vol de banque avec un tournage ! Il faudrait braquer cette banque de manière que personne ne s'en aperçoive, pas même les employés de la banque eux-mêmes. C'est ainsi que les trois hommes mettent sur pied une fausse équipe de tournage qui tourne un braquage de banque dans une vraie banque, sauf que de l'argent réel est volé lors de ce prétendu tournage. Très vite, une succursale bancaire est identifiée, celle de la rue Latour. Mais les premières difficultés et les premiers obstacles surgissent rapidement. Certes, les escrocs ont trouvé un réalisateur compétent en la personne de Bergström et un scénariste excentrique et inventif en la personne du chaotique Bex. Mais voilà que le patron tombe inopinément amoureux d'une jeune femme qu'il appelle sa mascotte. Avec le louche Camarro, il se retrouve également avec un adversaire qui a eu vent du projet de braquage de banque et qui menace de les dénoncer. Le vol de banque ne réussit que de justesse. En revanche, Cliff a réalisé un film réaliste et primé qui rend ses producteurs célèbres et riches du jour au lendemain.

## Fiche technique
- Titre original allemand : Bankraub in der Rue Latour[1]
- Titre français : Fric-frac rue Latour[2]
- Réalisateur : Curd Jürgens
- Scénario : Franz Geiger (de), Werner Bergold
- Photographie : Paul Grupp (de)
- Montage : Anneliese Artelt
- Musique : Charly Niessen
- Production : Helmut Stoldt
- Sociétés de production : Ipa-Produktions- und Werbegesellschaft mbH für Funk und Fernsehen (Frankfurt am Main)
- Pays de production :  Allemagne de l'Ouest
- Langues originales : allemand
- Format : Noir et blanc - 1,37:1 - Son mono - 35 mm
- Durée : 93 minutes
- Genre : comédie policière, film de casse
- Dates de sortie :
  - Allemagne de l'Ouest : 21 juillet 1961
  - France : 6 avril 1962

## Distribution
- Curd Jürgens : Cliff MacHardy
- Ingeborg Schöner : Maskottchen
- Charles Régnier : Camarro
- Klaus Kinski : Bex, Auteur
- Carl Lange : Bergström, Régisseur
- Peer Schmidt (de) : Alex
- Bum Krüger : Kassierer
- Ursula Herking : Putzfrau
- Erika von Thellmann : Prinzessin Caraconne
- Otto Stern (de) : Freddy
- Christiane Nielsen : Gloria
- Fritz Rémond junior : Manchette
- Herbert Weissbach : Bankdirektor
- Almut Berg : Marie-Louise
- Tania Corvin : Starlett